# Sardini
Pour l’article homonyme, voir Scipion Sardini.
Tribu
Les Sardini sont une tribu de poissons de la famille des Scombridae.
La tribu a été créée par David Starr Jordan (1851-1931) et Barton Warren Evermann (1853-1932) en 1896.

## Liste des genres
- Cybiosarda Whitley, 1935
- Gymnosarda Gill, 1862
- Orcynopsis Gill, 1862
- Sarda Cuvier, 1829